# Extended technique

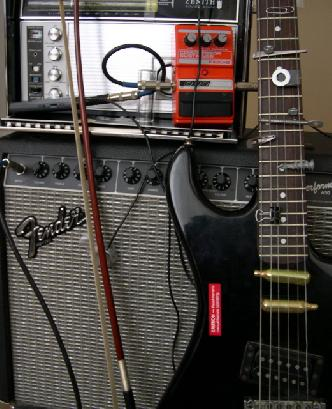
Een geprepareerde gitaar

Extended technique (Engels voor uitgebreide techniek) is het gebruik van onconventionele, onorthodoxe of "onreine" zang- of speltechnieken op muziekinstrumenten.

## Beschrijving
De term is een verzamelnaam voor speltechnieken waarbij de mogelijkheden van een instrument op een andere wijze benaderd worden. Vaak leidt dit tot nieuw spelinzicht (het gitaarsolo-tappen van Van Halen) of vormt een stijlkenmerk van een muziekgenre (scratchen). Tevens kan het leiden tot vernieuwingen aan instrumenten (tremolo-arm in plaats van trekken aan de hals en de lapsteelgitaar door sliding).

## Vocaal
- boventoonzang
- beatboxen
- grunt

## Als instrument toegepast werktuig
- draaitafel → scratchen
- zaag → zingende zaag
- kettingzaag → door Jackyl in een nummer gebruikt
- circuit bending (kortsluiting creëren in muzikale componenten)

## Snaarinstrument
- audiofeedback
- geprepareerde piano
- string piano
- geprepareerde gitaar
- 3rd bridge-gitaar
- sliding schroevendraaier, zippo aansteker, slide of een ander metalen voorwerp.
- tapping
- alternatieve stemmingen, scordatura

## Experimentele instrumentenbouw
- Bambuso sonoro
- Harry Partch
- Luigi Russolo
- Yuri Landman